# Phyllanthus meuieensis
Phyllanthus meuieensis är en emblikaväxtart som beskrevs av Maurice Schmid. Phyllanthus meuieensis ingår i släktet Phyllanthus och familjen emblikaväxter. Inga underarter finns listade i Catalogue of Life.